# Stara Huta (Ilia)
Stara Huta – dawniej wieś. Obecnie część agromiasteczka Ilia na Białorusi, w obwodzie mińskim, w rejonie wilejskim, w sielsowiecie Ilia.

## Historia
W czasach zaborów wieś włościańska w okręgu wiejskim Ilia, w gminie Wiazyń, w powiecie wilejskim, w guberni wileńskiej Imperium Rosyjskiego. W 1866 roku liczyła 45 mieszkańców (28 dusz rewizyjnych) w 6 domach, należała do dóbr skarbowych Ilia.
W latach 1921–1945 wieś leżała w Polsce, w województwie wileńskim, w powiecie wilejskim, w gminie Ilia.
Według Powszechnego Spisu Ludności z 1921 roku zamieszkiwało tu 120 osób, 40 było wyznania prawosławnego, 79 prawosławnego a 1 ewangelickiego. Jednocześnie 48 mieszkańców zadeklarowało polską, 71 białoruską a 1 inną przynależność narodową. Było tu 14 budynków mieszkalnych. W 1931 w 25 domach zamieszkiwały 143 osoby.
Wierni należeli do parafii rzymskokatolickiej i prawosławnej w Ilji. Miejscowość podlegała pod Sąd Grodzki w Ilii i Okręgowy w Wilnie; właściwy urząd pocztowy mieścił się w Ilii.
W wyniku napaści ZSRR na Polskę we wrześniu 1939 miejscowość znalazła się pod okupacją sowiecką. 2 listopada została włączona do Białoruskiej SRR. Od czerwca 1941 roku pod okupacją niemiecką. W 1944 miejscowość została ponownie zajęta przez wojska sowieckie i włączona do Białoruskiej SRR.
Od 1991 w składzie niepodległej Białorusi.